# Geshna cannalis
Geshna cannalis är en fjärilsart som beskrevs av Quaintance 1898. Geshna cannalis ingår i släktet Geshna och familjen Crambidae. Inga underarter finns listade i Catalogue of Life.